# Taras Bulba
Taras Bulba je historická novela Nikolaje Vasiljeviče Gogola. Poprvé vyšla v jeho sbírce Mirgorod v roce 1835. Námět čerpá z kozáckých dějin 16. – 17. století. Vypráví příběh starého kozáka Tarase Bulby a jeho dvou synů Andrije a Ostapa. Tarasovi synové studují na akademii v Kyjevě a vracejí se domů. Všichni tři se vydávají na cestu k Záporožské Siči v současnosti lokalizované na Ukrajině, kde se připojí k dalším kozákům a bojovníkům jedoucím do války proti polské šlechtě.
Taras Bulba je Gogolova nejdelší novela. Práce je charakteristická tím, že povahy postav nejsou zveličené nebo groteskní, jako bylo obvyklé v Gogolových pozdějších dílech. Tento příběh lze chápat v kontextu hnutí romantického nacionalismu v literatuře, které se vyvinulo ze spojení historických národních témat a romantických ideálů. S tímto dílem úzce souvisí pojem "ruské duše". Příběh je bohatý na dobrodružné a bojové scény. Celkově vyznívá spíše tragicky, má však i prvky Gogolova charakteristického humoru. Novela je prodchnutá kozáckým vlastenectvím a nacionalismem, oslavuje však i Rusko. Bývá kritizována pro svůj antisemitský podtext, protože se vysmívá ukrajinským Židům a schvaluje jejich pronásledování kozáky. Také Poláci jsou v novele vylíčeni dosti negativně, v duchu dobových ruských a kozáckých předsudků, což se ale může zdát pochopitelné vzhledem k častým výpadům Poláků do ruských zemí.

## Děj
Dva synové Tarase Bulby, Ostap a Andrij, se vrací domů z kyjevského semináře. Ostap má pravého nebojácného kozáckého ducha, Andrij má více romantické rysy. Během svého pobytu v Kyjevě se zamiloval do mladé polské šlechtičny, dcery významného šlechtice v Dubně, ale po několika setkáních Polka odchází domů spolu se svou rodinou.
Jako kozák se Taras Bulba vydal na cestu, aby dal svým synům příležitost zapojit se do bojů, protože kozák není mužem a nežení se, dokud nebojoval. Taras spolu se syny dorazili do tábora kozáků – slavné Záporožské Siče, která je velmi živým místem plným kozácké družnosti. Taras chce přimět kozáky k boji proti Polákům a snaží se nahradit atamana, protože ten se zdráhá porušit mír uzavřený s Poláky a s ostatními nepřáteli kozáků, aby tím vytvořil příležitost k boji.
Má štěstí, dostane příležitost bojovat s Poláky, kteří vládli na větší části západní Ukrajiny až po Dněpr. Poláci utlačovali pravoslavné věřící podle svých katolických představ a podle k tomu využívají pomoc Židů. Taras se postará o vyhnání židovských obchodníků ze Siče, což má být odplata za spolupráci s Poláky a vyzvědačství. Poté se kozáci vydali na výpravu na polské území. Nakonec dorazili k Dubnu, které obléhali. Obklopeni kozáky a bez možnosti dodávek začali obyvatelé města umírat hlady.

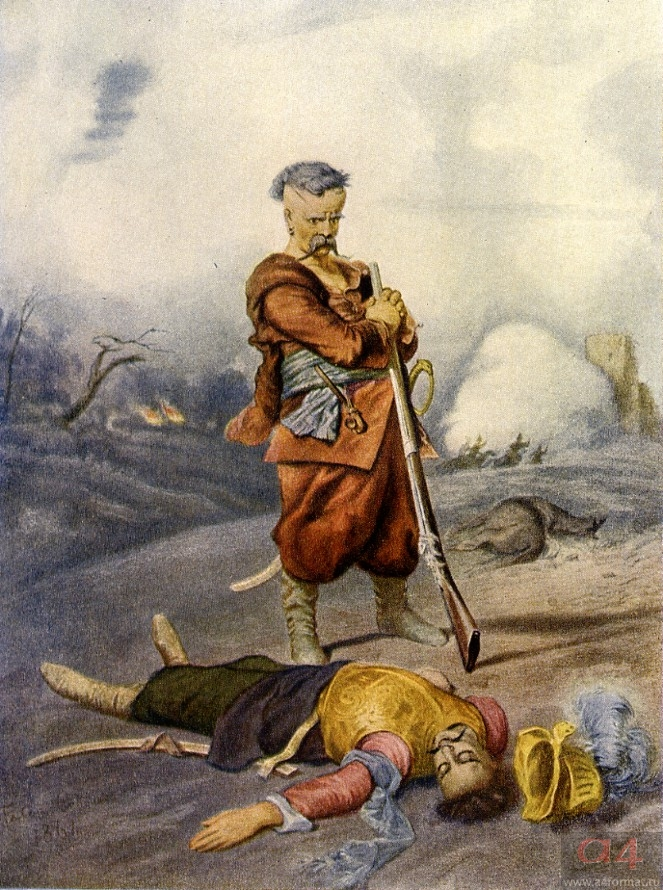
Ilustrace k novele, autor Petr Fjodorovič Sokolov

Jedné noci tatarská žena přišla k Andrijovi a probudila ho. Její tvář se mu zdála známá a vzpomněl si, že sloužila polské dívce, do které byl zamilovaný během studií v Kyjevě. Dozvěděl se od ní, že všichni ve městě hladoví. Doprovodila ho ke skrytému tajnému tunelu začínajícímu v nedalekém močále a směřujícímu do kláštera uvnitř obleženého města. Andrij sebral bochníky chleba pro hladovějící dívku a její matku. Byl zděšen tím, co viděl, a v opojení láskou k nádherné Polce opustil své kořeny a rodinu.
Mezitím několik rot polských vojáků vniklo do obléhaného města, přičemž zajali nebo pozabíjeli regiment kozáků, kteří byli příliš opilí na to, aby je zadrželi. Taras se dozvěděl o synově zradě kozáctva od žida Jankela, kterého zachránil na začátku příběhu před pogromem v Záporožské Siči. Během jedné z bitev uviděl Andrije na koni, oblečeného v polské uniformě vycházet z hradu. Spolu se svými muži se mu ho podařilo odlákat do lesa, Taras mu přikázal slézt z koně a zabil ho jako zrádce. Taras a Ostap pokračovali v boji, ale Ostap byl obklíčen Poláky, Taras se ho pokusil osvobodit, ale byl odražen polskou přesilou. Nevěděl, jestli byl Ostap zajat nebo padl.
Po zmizení syna Taras upadl na mysli a nic ho netěšilo. Když se dozvěděl že byl Ostap zajat spolu s dalšími kozáky a je v rukou Poláků, Taras opět nabyl vyrovnanosti. Žid Jankel souhlasil s tím, že ho vezme do Varšavy, kde je Ostap uvězněn, a ukryl Tarase ve voze s cihlami. Tam mezi židy Jankel oblékl Tarase jako bohatého židovského obchodníka a pokusil se ho dostat do vězení za Ostapem. Téměř uspěli, ale jeden ze strážců rozpoznal v Tarasovi kozáka, ačkoliv ho přesvědčovali o opaku. Neuvěřil jim a nepustil je dál a jen když mu zaplatili 100 zlatých dukátů dovolil jim odejít, jinak by je prozradil. Stihl jim však říci, že na další den bude poprava zajatých kozáků.
Ráno se šel Taras podívat na popravu. Kozáky popravovali na hlavním náměstí a před smrtí je krutě mučili. Během mučení Ostap, jako pravý kozák, nevydal ani hlásku, i když byl lámán kolem, pouze když už cítil svůj konec, zavolal: "slyšíš mě otče?", na což Taras odpověděl "slyším". Jankel stojící vedle něj se lekl, protože náměstí hned začalo být prohledáváno, avšak Taras zmizel.
Ztratil oba syny, vrátil se domů, kde našel staré kozácké přátele mrtvé. Mladí kozáci zůstali nezlomeni a šli do války znovu. Taras toužil pomstít smrt Ostapa, ale nový ataman chtěl uzavřít mír s Poláky, s čímž Taras nesmiřitelně nesouhlasil a varoval před polskou věrolomností. Když se mu nepodařilo mír odvrátit, odešel i spolu s částí kozáků, mstil se za Ostapa a pokračoval v bojích nezávisle. Když byl mír uzavřen, stalo se, jak Taras předpověděl. Poláci zradili kozáky a zabili mnoho z nich. Taras a jeho muži pokračovali v boji a vpadli do Polska. Nakonec však byl se svým oddílem obklíčen v ruinách pevnosti na Dněstru. Tarasovi Bulbovi se nakonec podařilo se skupinou věrných uniknout z obklíčení, ale při útěku mu vypadla dýmka. Poté, co ji začal hledat, jej však Poláci chytili.
Poláci Tarase přibili na strom zasažený bleskem a podpálili ho. Jako pravý kozák zvolal Taras na své muže, aby pokračovali v boji. Navzdory porážce a kruté smrti se nepřátelům nepodařilo přemoci jeho duši.
Na konci příběhu kozáci překračují řeku Dněstr, která připomíná velké činy Tarase a jeho nezlomitelného kozáckého ducha.

## Filmové adaptace
- Taras Bulba (1924), Německo, režie Wladimir von Strischewski, němý film,
- Taras Bulba (1936, Tarass Boulba), Francie, režie Alexis Granowsky,
- Odbojný syn Tarase Bulby (1938, The Rebel Son of Taras Bulba), Velká Británie, režie Adrien Brunel, Albert de Courville a Alexis Granowsky,
- Taras Bulba (1962), USA, režie J. Lee Thompson, v hlavní roli Tony Curtis, Yul Brynner
- Taras Bulba (1963, Taras Bulba, il cosacco), Itálie, režie Ferdinando Baldi,
- Šejk z Agadiru (1966, O Sheik de Agadir), Brazílie, režie Régis Cardoso a Henrique Martins, na motivy novely Taras Bulba,
- Taras Bulba (2009, Тарас Бульба), Rusko, režie Vladimír Bortko.

## Česká samostatná vydání
- Taras Bulba: obraz starého Kozáctwa na Ukrajině, Jaroslav Pospíš, Praha 1846, přeložil Karel Vladislav Zap, znovu 1847. Dostupné online.
- Taras Bulba, Jan Otto, Praha, 1918, přeložil Ignác Hošek, znovu 1927.
- Poslední výprava Tarasa Bulby: Z obrazu života kozáků zaporožských, Josef Hokr, Praha 1935, vybral a přeložil František Páta,
- Taras Bulba, ELK, Praha, 1947, přeložila Žofie Pohorecká,
- Taras Bulba, Bedřich Morávek, Praha, 1947, přeložil Petr Křička, znovu Mladá fronta, Praha 1950, SNDK, Praha 1952 a 1959, Naše vojsko, Praha 1953, 1955 a 1966 a Albatros, Praha 1973.
- Taras Bulba, Státní nakladatelství, Praha, 1948, přeložil Petr Denk, znovu 1949.

## Taras Bulba v hudbě
- Taras Bulba (rapsodie) – rapsodie Leoše Janáčka
- Taras Bulba (opera) – opera, autor Nikolaj Vitaljevič Lysenko

## Jméno
Mužské jméno Taras je eponym města Taranto, který měl svatý Tarasius.